# Red Election
Red Election ist eine internationale Thrillerserie, die von den Produktionsfirmen Mopar Studios und Subotica umgesetzt wurde. Die Premiere der Serie fand am 3. Oktober 2021 auf dem skandinavischen Streamingdienst Viaplay statt. Im deutschsprachigen Raum erfolgte die Erstveröffentlichung der Serie am 7. September 2022 durch Disney+ via Star.

## Handlung
Angesiedelt in einer alternativen Gegenwart des zeitgenössischen Londons. Die Demokratie im Land ist in akuter Gefahr, und es beginnt ein Wettlauf gegen die Zeit mit unvorhersehbaren Wendungen. Vor dem Hintergrund internationaler Spannungen müssen die dänische Geheimagentin Katrine Poulson und die britische MI5-Spionin Beatrice Ogilvy ihre Kräfte bündeln, um einen russischen Terrorangriff auf britischem Boden abzuwehren. In der Zwischenzeit kündigt der neu gewählte britische Premierminister ein Referendum an, das über die Zukunft von Schottland entscheiden soll. Doch eine aus dem Ausland stammende und nur schwer durchschaubare Macht nimmt im Hintergrund Einfluss auf die Wahlen, indem sie ihre Agenten einsetzt, um Chaos zu stiften und die öffentliche Ordnung auf den Kopf zu stellen.

## Besetzung und Synchronisation
Die deutschsprachige Synchronisation entstand nach den Dialogbüchern von Miriam Osterberg, Gerald Schuster, Kira Hinze und Gernot Grimm sowie unter der Dialogregie von Christoph Drobig durch die Synchronfirma digital images in Halle (Saale).

### Hauptdarsteller
| Rolle              | Schauspieler          | Synchronsprecher         |
| ------------------ | --------------------- | ------------------------ |
| Beatrice Ogilvy    | Lydia Leonard         | Juliane Kindler          |
| Katrine Poulson    | Victoria Carmen Sonne | Cornelia Waibel          |
| William Ogilvy     | Stephen Dillane       | Frank Röth               |
| Levi Nichols       | Kobna Holdbrook-Smith | Christoph Drobig         |
| Adam Cornwell      | James D’Arcy          | Frank Schaff             |
| Etta Cornwell      | Lorraine Burroughs    | Marie-Isabel Walke       |
| Zak                | Aidan McArdle         | Stefan Kaminsky          |
| Declan             | Ian Kenny             | Patrick Keller           |
| Holly              | Rori Hawthorn         | Elena Maria Pia Lorenzon |
| Marcus             | Clinton Liberty       | Jörg Vogel               |
| Isla Robson        | Sophie Jo Wasson      | Katharina Lorenz         |
| Gavel Surkov       | Pavel Kříž            | Rainer Doering           |
| Nikki Foster-Lyons | Amy Shiels            | Sarah Dostal             |
| Oleg Adamov        | Goran Kostić          | Matthias Scherwenikas    |

### Nebendarsteller
| Rolle               | Schauspieler  | Synchronsprecher    |
| ------------------- | ------------- | ------------------- |
| Kelvin Cruickshanks | Fiach Kunz    | Özgür Murat Sönmez  |
| Eleric Henderson    | Stephen Hogan | Alexander Gamnitzer |

### Episodendarsteller
| Rolle             | Schauspieler       | Synchronsprecher     |
| ----------------- | ------------------ | -------------------- |
| Carrie            | Tara Egan-Langley  | Nancy Mattstedt      |
| Irene Ambrose     | Carrie Crowley     | Maria Scholz         |
| Shaun Graham      | Andy Kellegher     | Sascha Oliver Bauer  |
| Nigel Braynor     | Tadhg Murphy       | Stefan Barth         |
| Tommy             | Mark Byrne         | Leonard Meschter     |
| Deke McAllister   | Conor Lambert      | Bert Franzke         |
| Eva               | Clara Harte        | Mia Antonia Dressler |
| Temple Laird      | Robert Cavanah     | Martin Reik          |
| Commander Landau  | Luke Griffin       | Stefan Bräuler       |
| Yelena            | Monika Gossmann    | Ute Noack            |
| Siobhan Finnerty  | Aisling McLaughlin | Sibylle Kuhne        |
| Robert            |                    | Markus Manig         |
| Barkeeperin       |                    | Anja Jünger          |
| Mitglied der SNP  |                    | Alexander Terhorst   |
| Kriminaltechniker |                    | Tilo Krügel          |
| Detective         |                    | Thomas Dehler        |
| Cyber-Expertin    |                    | Mo Krüger            |

## Episodenliste
| Nr. | Deutscher Titel | Originaltitel | Erstveröffentlichung (Skandinavien) | Deutschsprachige Erstveröffentlichung (D/A/CH) |
| --- | --------------- | ------------- | ----------------------------------- | ---------------------------------------------- |
| 1 | Episode 1.1     | Episode One   | 3. Okt. 2021                        | 7. Sep. 2022                                   |
| In den Wochen vor den Parlamentswahlen, die zum Zerfall des Vereinigten Königreichs führen könnten, trifft sich die MI5-Spionin Beatrice Ogilvy mit einem ehemaligen KGB-Agenten, der sie vor einem bevorstehenden Anschlag auf das Land warnt. Das geplante Komplott mit dem Codenamen Redback steht in irgendeiner Weise mit dem dänischen Unternehmen Rieper-Hansen in Verbindung, das in Schottland ein Kernkraftwerk baut. Bevor Beatrice mehr herausfinden kann, werden der Informant und ein weiterer Agent ermordet. |                 |               |                                     |                                                |
| 2 | Episode 1.2     | Episode Two   | 3. Okt. 2021                        | 7. Sep. 2022                                   |
| Beatrice’ Chef, William, ist zugleich ihr Vater. Er traut Katrines Geschichte nicht, dass sie unwissentlich angegriffen wurde. Beatrice hingegen weiß, dass Katrine schwanger ist, und kann sich nicht vorstellen, warum sie einen Angriff auf sich selbst hätte inszenieren sollen. Beatrice ist zunehmend frustriert von Katrine und droht ihr schließlich mit einer sehr gefährlichen Wahrheitsdroge. Als Katrine dem Test zustimmt, macht Beatrice einen Rückzieher. Sagt Katrine die Wahrheit, oder spielt sie Beatrice nur etwas vor?                                                                                             |                 |               |                                     |                                                |
| 3 | Episode 1.3     | Episode Three | 3. Okt. 2021                        | 7. Sep. 2022                                   |
| Mithilfe von Informationen des russischen Geheimdienstes deckt Katrine ein Komplott zur Ermordung des Premierministers auf. Könnte das Redback sein? Da die Zeit abläuft, schließen sich Beatrice und Katrine zusammen und versuchen, den Premierminister zu retten. Inmitten des Chaos entkommt einer der Attentäter, nur um sofort einen zweiten Versuch zu unternehmen, ein VX-Nervengift einzusetzen. Dieser Versuch wird jedoch auf mysteriöse Weise vereitelt. |                 |               |                                     |                                                |
| 4 | Episode 1.4     | Episode Four  | 3. Okt. 2021                        | 7. Sep. 2022                                   |
| Als Beatrice das Attentat auf den Premierminister untersucht, findet sie heraus, dass es angeblich von Oleg Adamov verhindert wurde. All dies erscheint kaum glaubwürdig; das Team erkennt keinen Grund dafür. Die radioaktive Spur, die der Anschlag mit dem Nervengift VX hinterlassen hat, führt das Team zu Oleg, und Beatrice stellt ihn in einem Supermarkt zur Rede. Endlich hat sie den Mörder im Visier, doch er entkommt ihr, indem er droht, eine Ampulle mit VX fallen zu lassen. |                 |               |                                     |                                                |
| 5 | Episode 1.5     | Episode Five  | 3. Okt. 2021                        | 7. Sep. 2022                                   |
| MI5-Agent Kelvin arbeitet verdeckt für eine schottische Terrorgruppe, die Gebäude in die Luft sprengt und will, dass er eine Bombe in einem dänischen Pub in Schottland platziert. Katrine weigert sich, Kelvins Beteiligung zu genehmigen, aber Beatrice setzt sich darüber hinweg und stimmt zu, dass Kelvin die Bombe entschärft. Die Bombe explodiert aber doch und tötet 11 Menschen. Weil Beatrice die Schuld an der Katastrophe gegeben wird und sie Kelvin schützen will, tötet sie den Anführer der schottischen Terrorgruppe.                                                                                                 |                 |               |                                     |                                                |
| 6 | Episode 1.6     | Episode Six   | 3. Okt. 2021                        | 7. Sep. 2022                                   |
| Bei der Sichtung der Beweise entdeckt Katrine eine zweite Bombe, die von William, Beatrices Vater, in Auftrag gegeben wurde. William lädt Katrine zu sich nach Hause ein, wo er plant, die Wahrheit über sie herauszufinden und sie entweder auf seine Seite zu holen oder sie zu töten. Doch bevor er Katrine erschießen kann, wird William verhaftet. Obwohl Beatrice ein Video entdeckt, in dem er auf Redback anstößt, ist sie nicht überzeugt, dass ihr Vater ein Verräter ist. |                 |               |                                     |                                                |
| 7 | Episode 1.7     | Episode Seven | 3. Okt. 2021                        | 7. Sep. 2022                                   |
| Beatrice’ einzige Freundin ist Yelena, eine Agentin, die für den russischen Geheimdienst GRU arbeitet. Yelena gibt wichtige Informationen über einen bevorstehenden terroristischen Anschlag auf einen Londoner Nachtclub weiter. Hängt es mit Redback zusammen? Und soll bei diesem Anschlag das Verfahren zum Einsatz kommen, das durch den immer noch verschwundenen Torben Jensen Anwendung findet? Beatrice streitet sich mit ihrem neuen Vorgesetzten, um Yelena Zeit zu verschaffen, ihre Flucht zu organisieren. Der Terroranschlag entpuppt sich jedoch als Kanarienvogelfalle, die Yelena auf verhängnisvolle Weise entlarvt. |                 |               |                                     |                                                |
| 8 | Episode 1.8     | Episode Eight | 3. Okt. 2021                        | 7. Sep. 2022                                   |
| Katrine ist im Besitz des Stuxnet-Wurms, der, wenn er in den Zentralcomputer des Kraftwerks eingeschleust wird, eine Massenpanik auslöst, indem er eine Kernschmelze imitiert. Bevor sie ihn an Oleg übergibt, erfährt Katrine, dass William aus dem Gefängnis entlassen wurde. Er hat versucht, sie zu töten, und nun will sie ihn vernichten. Anstatt das entscheidende Puzzleteil für Redback zu liefern, findet Katrine heraus, wer die zweite Bombe platzierte, und erzwingt ein Geständnis von ihm. |                 |               |                                     |                                                |
| 9 | Episode 1.9     | Episode Nine  | 3. Okt. 2021                        | 7. Sep. 2022                                   |
| Beatrice schießt auf Katrine und verwundet sie, doch sie entkommt. Sie schickt Beatrice das Geständnis des Mannes, den William benutzt hat, um die Bombe zu legen. Als Beatrice ihren Vater damit konfrontiert, weicht er aus. Zur selben Zeit stimmt das schottische Volk für die Unabhängigkeit. Das Vereinigte Königreich in seiner jetzigen Form existiert nicht mehr. |                 |               |                                     |                                                |
| 10 | Episode 1.10    | Episode Ten   | 3. Okt. 2021                        | 7. Sep. 2022                                   |
| Redback rückt immer näher. Als Mitarbeiter von Riper-Hansen getarnt, dringen Katrine und Oleg in die Anlage ein und implementieren die Schadsoftware, die eine Kernschmelze vortäuscht, damit Russland in Schottland einmarschiert. William, der durch den Zusammenbruch des Vereinigten Königreichs am Boden zerstört ist, gesteht Beatrice seine Beteiligung an der Pub-Bombe. Zur gleichen Zeit erkennt Katrine, wie toxisch und zerstörerisch Oleg ist, und bringt die Mission schließlich zu Ende. Katrine und Beatrice arbeiten endlich als Team.                                                                                 |                 |               |                                     |                                                |